# Cessieu
Cessieu är en kommun i departementet Isère i regionen Auvergne-Rhône-Alpes i sydöstra Frankrike. Kommunen ligger i kantonen La Tour-du-Pin som tillhör arrondissementet La Tour-du-Pin. År 2022 hade Cessieu 3 257 invånare.

## Befolkningsutveckling
Antalet invånare i kommunen Cessieu
Referens:INSEE